# Mikk Mikiver
Mikk Mikiver, né le 4 septembre 1937 à Tallinn et mort le 9 janvier 2006 à Võsu, est un acteur, metteur en scène et réalisateur soviétique et estonien.

## Biographie
Mikk Mikiver est le fils d'Arnold Mikiver, directeur de l'école de Loksa dans les années 1920-1950.
En 1960, alors qu'il est encore étudiant, il fit sa première apparition au cinéma, dans le film Pluie ou beau temps d'Herbert Rappaport qui raconte l'histoire d'un grand chantier de construction communiste. En 1961, il sort diplômé de la faculté des arts de la scène du conservatoire de Tallinn. 
En 1967, il passe derrière la caméra et adapte La Dernière Bande de Beckett pour la télévision estonienne, la première des pièces du célèbre dramaturge à être jouée en Estonie. Pour le rôle de Krapp, Mikiver invite Jüri Järvet, un acteur éminent du monde du théâtre estonien. En 1973, Mikiver remonte la pièce au théâtre de Tallinn - là encore avec Järvet dans le rôle de Krapp. L'équipe a répété l'expérience de la télévision, 22 ans après leur première collaboration.  La particularité de cette seconde adaptation consiste dans l'utilisation de la bande sonore du téléfilm - qui comporte la voix du jeune Järvet -, pour reproduire la voix du jeune Krapp.
En 1961-1965, il est acteur, puis en 1974-1988 - metteur en scène du Théâtre dramatique estonien. Ici, il met en scène La Couleur des nuages de Yann Kruusvall, qui est récompensé par un prix d'État de l'URSS en 1988. En 1965-1974, il est acteur et metteur en scène du théâtre de la Jeunesse.
En 1975, il porte à l'écran la seconde partie du roman d'Anton Hansen Tammsaare Vérité et Justice (Tõde ja õigus) aux studios Tallinnfilm avec le film Indrek.
Il est membre de l'union cinématographique de la RSS d'Estonie. On lui confère le titre honorifique d'artiste du peuple de l'URSS en 1990.
En 1987-1994, il est président du conseil de l'union théâtrale de l’Estonie et enseigne l'art dramatique au conservatoire de Tallinn.  
Il retrouve le Théâtre dramatique estonien en 1992. C'est la période qui suit la dislocation de l'URSS marquée par une remise en question de valeurs artistiques. Mikiver revient véritablement sur le devant de la scène en 1996, avec l'adaptation de la Vu du pont d'Arthur Miller et Le professeur fou de Yaan Kruusvall qui dans leur mise en scène portent les germes du théâtre de l'absurde. 
En 1996, on lui remets le prix estonien Suure Vankri auhind [Grande Ourse] pour sa contribution à l'art théâtral et cinématographique. En 1998, il est décoré de l'ordre de l'Étoile blanche d'Estonie de 4e classe.
Il subit une attaque cérébrale en 2003. Mort le 9 janvier 2006 à Võsu, il est enterré au cimetière boisé de Tallinn.

## Filmographie sélective
acteur
- 1960 : Pluie ou beau temps (Vihmas ja päikeses) d'Herbert Rappaport : Victor
- 1979 : L'Auberge de l'alpiniste mort (Hukkunud Alpinisti hotell) de Grigori Kromanov : Hinckus
- 1985 : Bataille de Moscou (Битва за Москву) de Iouri Ozerov : maréchal Ivan Koniev

réalisateur
- 1975 : Indrek (et) (L'École de monsieur Maurus)
- 1989 : Docteur Stockmann

## Distinctions
- Ordre de l'Étoile blanche d'Estonie de 4e classe